# 陆军第十九镇
陆军第十九镇，清朝末年军队现代化改革之后的新军编制之一，相当于现在的师的规模。第十九镇驻云南昆明，共有步、马、炮等21个营。
光绪三十四年（1908年），清廷派陆军统制崔祥奎来云南，将云南陆军混成协扩编为一镇。云贵总督锡良把“督练处”改为“督练公所”，按全国陆军编制序列，番号为“陆军第十九镇”，统制崔祥奎，下辖两协，每协两标，每标三营，每营官兵536人，全镇官兵1.09万人。
宣統元年（1909年），锡良调任东三省总督，沈秉堃护理云贵总督，购买德国克虏伯最新式步枪8000支、山炮54门、重机枪50挺，全部用来装备陆军第十九镇。
辛亥革命前夕，其统制为钟麟同，总参议为靳云鹏，兵备处总办为王振畿。第三十七协统领蔡锷。第三十八协协统曲同丰。
辛亥革命云南重九起义参加者，主要为该镇中下层青年官兵。

## 部隊隸屬組織
- 第三十七协，统领蔡锷
  - 第七十三标，标统丁锦，反对革命。
    - 七十三标第三营，管带李鸿祥

  - 第七十四标，标统罗佩金
    - 七十四标第一营，管带唐继尧
    - 七十四标第二营，管带刘存厚
      - 七十四标二营左队任司务长(相当于排长)朱德
      - 七十四标二营哨官（连长）武士英（原名吴福铭，山西平阳人，暗杀宋教仁的凶手）

    - 第七十四标第三营，管带雷飚
- 第三十八协，统领曲同丰
  - 第七十五标
    - 排長范石生

  - 第七十六标，标统涂孝烈
    -       - 士兵，杨希闵
- 炮兵第十九标
  - 第二营，管带刘云锋
  - 第三营，管带谢汝翼
- 马軍第十九标
- 工程第十九营
- 辎重第十九营
- 机关枪第十九营
- 陆军警察第十九营
- 军乐队

## 外部連結
- 陸軍第十九鎮及雲南講武堂對雲南辛亥革命的關係 （页面存档备份，存于）
- 清朝云南驻军从绿营到新军第十九镇